# 桑夏恩火车相撞事故
桑夏恩火车相撞事故（英文：Sunshine rail disaster）是一起于1908年4月20日晚22时许发生在澳大利亚维多利亚州桑夏恩（Sunshine）区内火车站的特大火车相撞事故，事故中一辆发自本迪戈前往墨尔本的列车在桑夏恩车站与另一辆发自巴拉瑞特的列车发生了追尾，导致44人遇难，超过400人受伤。由于本迪戈线列车前端有两节车头作为缓冲，绝大多数的事故伤亡者都是被撞的巴拉瑞特线路列车之乘客。在1977年的另一起大型火车事故之前，它是澳大利亚最为严重的铁路事故。

## 引用文献
1. ↑  . The Age (16,570) (Victoria, Australia). 22 April 1908: 7  [7 December 2018] –National Library of Australia.
2. ↑  Coster, Alice. . Herald Sun. 19 April 2008  [27 December 2016]. （原始内容存档于2018-05-25）.